# Sisu K–44
A Sisu K–44 háromtengelyes, 4×4+2 hajtásképletű tehergépkocsi, melyet a finn Suomen Autoteollisuus (SAT) nehézgépjármű-gyártó cég gyártott 1959-től 1965-ig. A járművet leggyakrabban faszállításra és földmunkákra alkalmazták. A K–44 kiváló kapaszkodóképességéről volt ismert. A megengedett legnagyobb terhelhetősége 7800 és 11 750 kg között volt, pótkocsival ezt 20 000 kg-ig lehetett növelni. A Leyland dízelmotorokkal ellátott K–44 teljesítménye 85,8–156,7 kW között mozgott. A K–44-t a K–145-ös modell követte.

## Tervezés
Az 1960-as években Finnországban az egytengelyes nyergesvontatókat használták általánosan elterjedten farönkök szállítására. A meglévő 4×4-es hajtásképletű Sisu K−40 tehergépkocsik maximális tengelyterhelését gyakran túllépték a fakitermelés munkák során. A probléma megoldására egy további, nem hajtott harmadik tengelyt építette be, így a hátsó futómű ikertengelyes kialakítású lett. Az új modell, az 1959-bevezetett Sisu K−44 volt, választható motorokkal mind a középes (Kontio), mind a nehéz teherbírású (Jyry) változatok számára. A K−44  első tengelye és az osztóműve a korábbi K−40-ből, míg az ikertengely első, hajtott tengelye a K−34-ből származott. Ezt a futómű megoldást, az ún. 4×4+2, hajtásképletet csak ritkán alkalmazták Finnországon kívül. A Vanajan Autotehdas, a SAT fő belföldi versenytársa azonban már egy évvel korábban elkészített egy hasonló hajtáskonfigurációjú járművet.

## Jellemzők
A Sisu K–44 a kifejezetten nehéz terepen való használatra tervezték. A jármű változatos terepen is jó tapadóképességgel rendelkezett. Meredek lejtőn a tapadást segítette a hátsó ikertengelyes futóművön alkalmazott speciális megoldás, hogy a hátsó nem hajtott tengelyt fel lehetett emelni, így a hajtott tengelyre eső nagyobb terhelés nagyobb tapadást biztosított. μ=0,65-ös súrlódási együtthatón mellett 86%-os lejtővel is megbirkózott. Egy hasonló 6×4-es hajtásképletű modell 55%, egy 6×2-modell csak 29%-os lejtőmászó képességgel rendelkezett.
A K−44 27%-kal volt drágább, mint az azonos kapacitású, de nem hajtott mellső tengellyel rendelkező 6×2-es Sisu K−34.
A korai Kontio-Sisu K−44SU-ban a Leyland O.375 motort használták, amely az O.350 továbbfejlesztett változata volt. Utóbbi már jó hírnevet szerzett magának a Sisu járműveiben építve az 1950-es évek elején. Az O.375 jellemzői tovább növelték a Leyland motorgyártói tevékenységének elismertségét. Az 1962-ben bevezetett O.400-as motorral azonban már kevésbé voltak elégedettek az üzemeltetők. Jellemző hibája volt a vékony hengerperselyeken jelentkező repedések, és a persely elválása a blokktól. Habár ezt a hibát később kiküszöbölték, az O.400-as motorok miatt mind a Sisu, mind a Leyland hírneve csorbult.
Az erős és megbízható Leyland O.680 motor  alkalmazása a nehéz Jyry K–44 modellben a Sisu számára piacvezető pozíciót biztosított a finn nehéz közúti szállítmányozásban. 1963-ban a Jyry modellbe épített új O.680 Power Plus motorok miatt újabb problémák keletkeztek. Az első Power Plus motorokat a Sisunál alkalmazták, de a motorok a prototípusokra jellemző gyermekbetegségekkel rendelkeztek.

## Alkalmazása

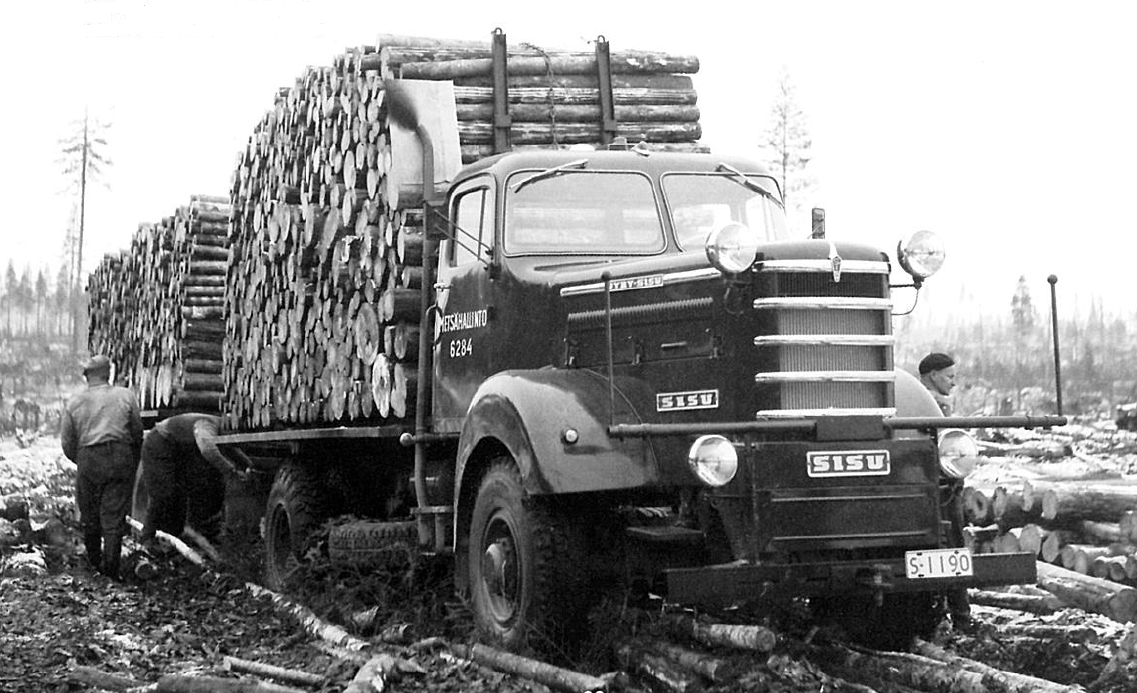
Sisu K-44ST annak jellegzetes használat, favontatás terepen.

Habár a K−44-est eredetileg farönk szállító félpótkocsik vontatására tervezték, de a jó terhelhetősége miatt hamar elkezdték használni a hagyományos félpótkocsik vontatására is.
Néhány leszerelhető platóval ellátott Jyry változatot szállítottak a finn hadsereg részére is.

## Műszaki adatok

### Motor
A K-44 öt különböző motorral volt kapható, amelyek a Leyland Motors gyártott. A korábbi közepes teherbírású Kontio osztályú K–44SU-t 85,8 kW-os Leyland O.375 motor hajtotta. Ezt váltotta fel 1962-ben, ami után a K-44 Kontio szállították egy erősebb 100,7 kW Leyland O.400 motorral, amely már 18%-kal nagyobb teljesítmény és 15%-kal nagyobb nyomaték, de a hengerűrtartalma csak 6%-kal nagyobb.
A nehézsúlyú Jyry-osztályban a K-44ST ellátva Leyland 109,7 kW O.600 motorral van, míg a K-44SP jött a 123,1-kW Leyland O.680-val. A később Jyry-modellek álltak rendelkezésre a 156,7 kW-os Leyland O.680 Power Plus motorral.
Minden hajtómű hathengeres közvetlen befecskendezésű soros dízelmotorok a száraz hengerperselyekkel. A könnyűfémes dugattyúk három nyomásgyűrűvel és két olajgyűrűvel. A főtengely hordozzák hét főcsapágyakkal. A befecskendező szivattyú és a 24-voltos elektromos rendszert CAV-szállította. A hajtóműhajtott kompresszor alapfelszereltség van.
| Motoradatok                       | K-44SU Kontio           | K-44SV Kontio           | K-44ST Jyry             | K-44SP Jyry             | K-44BP Jyry              |
| --------------------------------- | ----------------------- | ----------------------- | ----------------------- | ----------------------- | ------------------------ |
| Gyártó és modell                  | Leyland O.375           | Leyland O.400           | Leyland O.600           | Leyland O.680           | Leyland O.680 Power Plus |
| Motor típuskód (SAT nómenklatúra) | AMU                     | AMV                     | AMT                     | AMP                     | BMP                      |
| Leírás                            | hathengeres soros dízel | hathengeres soros dízel | hathengeres soros dízel | hathengeres soros dízel | hathengeres soros dízel  |
| Hengerűrtartalom                  | 6160 cm³                | 6540 cm³                | 9800 cm³                | 11 100 cm³              | 11 100 cm³               |
| Max. teljesítmény                 | 85,8 kW /2400 1/min     | 100,7 kW /2400 1/min    | 109,7 kW /2100 1/min    | 123,1 kW /2100 1/min    | 156,7 kW /2000 1/min     |
| Max. nyomaték                     | 382 Nm /1100 1/min      | 441 Nm /1600 1/min      | 583 Nm /1100 1/min      | 665 Nm /1100 1/min      | 765 Nm /1200 1/min       |
| Kompresszióviszony                | 16:1                    | 16:1                    | 15,75:1                 | 15,75:1                 | 15,75:1                  |
| Fajlagos fogyasztás               | 228 g/kWh               | 228 g/kWh               | 214 g/kWh               | 214 g/kWh               | 228 g/kWh                |

### Erőátvitel

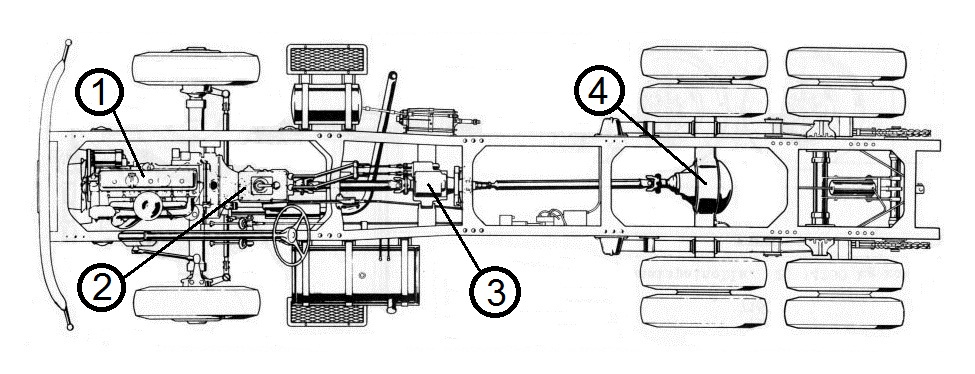
A Sisu K−44SU alváza a motorral és erőátvitellel. 1 = motor (Leyland O.375); 2 = fősebességváltó; 3 = osztómű; 4 = tandem hajtott tengelye.

#### Tengelykapcsoló és sebességváltók
A 412 mm átmérőjű száraz, egytárcsás tengelykapcsolót gumielemekből álló torziós csillapítással látták el. A korai Kontio modellek ötfokozatú fősebességváltóval, a nehéz Jyry járművek hatfokozatú váltóval voltak felszerelve, utóbbinál a hatodik fokozat gyorsító áttételt biztosít. A sebességváltó nem szinkronizált, a fogaskerék fogainak  élletörése azonban segítette a könnyebb kapcsolást. A segédhajtómű további funkciókat biztosító berendezésekhez biztosított mechanikai kihajtást, mint például a járműhöz opcionálisan kínált platóemelő mechanizmus.
A hajtómű a középsúlyú Kontio modellt megváltozott 1962-ben, amikor a 85,8-kW-os Leyland O.375 motort helyére a 100,7-kW-os O.400 erőforrás jött. Annak ellenére erősebb, az új motor elérte a maximális teljesítménye sokkal magasabb fordulatszámon, és a maximális nyomaték 1600 1/min-el volt, az előző 1100 1/min helyett. Az új motor nagyon különböző nyomatékgörbével és azért az új áttételi arányok szükséglet; a Kontio megkapott a hatsebességes váltót, amelyben az alsó sebességek nagyobb áttételi szám, mint a korábban használt ötsebességes váltóban. Az áttételi szám a legnagyobb sebességgel megközelítőleg azonos a régi ötsebességes és az új hatsebességes váltóval.
Az osztómű, amelyben a nyomatékelosztó, a fő sebességváltó és a tandem tengely között található. Ez megosztja a nyomatékot a fősebességváltóról az első tengelye és a hajtott hátsó tengelye között. Az osztómű tartalmaz egy kétlépcsős reduktort és a hosszanti differenciáltat. Két változata osztómű kapható volt, mely kissé eltérő alacsony áttételi számmal. Az "AVV" egy lassú aránya 2.48:1 magában foglalja, míg az "AVD" áttételi számmal 2.47:1 van. Amikor a feltérképezési felszerelés használata, az első tengelyre van kapcsolva. Az "AVD" egy bolygókerekes hajtóművel, amely osztja a nyomatékot az aránnyal 23:77 az első tengely és a hajtott hátsó tengely között.

#### Tandemtengely

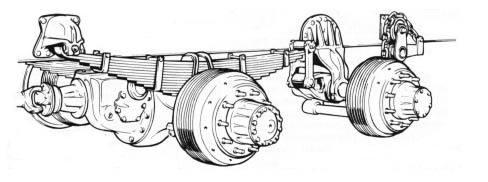
Sisu K-44 tandemtengelye.

A tandem legelső tengelye hajtott. Ha teljes terhelése, a hajtott tengelyen mintegy 62%-át a tandem tengely tömege. A hátsó, nem-hajtott tengely kapcsolódik a hajtott tengelybe egy egyszerű mechanizmus, amelyben a 3,5 hüvelyk széles és 1 500 mm hosszú laprugók és a billenő karját. Amikor a nyomaték átvitele a hátsó tengely nagyobb lesz, a mechanizmus automatikusan eltolja a terhelést el a nem hajtott tengelyről a hajtott tengelyre, és javul a tapadást amikor a legnagyobb szükség van. Több terhelés lehet átutalni a hajtott tengelyre manuálisan egy elektrohidraulikus rendszerrel. Az üzemanyag-fogyasztás és a gumi kopását csökkentésére, a nem-hajtott hátsó tengelyt lehet emelni teljesen a földről míg terheletlen vezetés. Csak a két tengellyel vezetés csökkenti is a K-44 fordulási sugarat.
A kerékmérete 7,5-20", és minden kerék tartja a helyén tíz anyával. Mindkét tengely a tandemban ellátva vannak. A duplakerekek hagyományos, eltekintve a K-44ST, amelyben a nem-hajtott leghátsó tengely csak egyszeri kerekekkel felszerelt.
A tandem normális tengelytávja 1 150 mm; az alternatív 1 200 mm-es és 1 270 mm-es tengelytávok is megjelennek a gyártó adatlapjain.
A korai K-44-sek tandem hajtott tengelyek azonos a közép-súly Kontio- és a nehéz Jyry-változatokban. A tengely, SAT-tervezte típus ATK, alapozza a gyártó elején 1950-es években bemutatták típus ATD-tengelyt, ami a korábbi Sisu-modellekben használták. Az ATK bizonyult tartós a Kontio-modellekben, de a Jyry nagyobb hatalma már túl sok volt érte, és ez okból SAT kifejlesztett a korai 1960-as években erőteljesebb hajtott tengelyt, típus BTK-t, a nehezebb változatoknak.
A tengelyház a kialakult acélból készült hegesztett konstrukció. A műnél a hipoid-fogaskerekekkel.

#### Első tengely
A K-44-ben a kettős áttételű hajtott mellsőtengely van a reteszelhető differenciállal. A kormánycsuklók kúpgörgős csapágyakkal támogatja, és a féltengelyek homokinetikus ízületekkel. A kerékagy a bolygókerekes hajtóművel, amely lehetővé teszi a magasabb hasmagasságot, mert így a differenciál lehetett volna kisebb megmérni. Az első felfüggesztés a 3,5 hüvelyk széles és 1 500 mm hosszú laprugókkal és teleszkópos lengéscsillapítókkal. A kerék mérete 8,0-20", és mindenkettő kerék a tíz anyával helyén tartja.

### Fékek
A korábbi modellek fel van szerelve hidraulikusan működtetett és pneumatikus segített dobfékekkel. A későbbi K-44-k az S-kulcsos fékekkel, melyek az SAT saját tervezés vannak. SAT hirdetett, hogy a fékek voltak különösen robusztus és stabil miatt az öntött acél cipőjet és a vastag rögzítés csapoka. A kézifék mechanikusan működik ellen fékdob, amely fel van szerelve közvetlenül az átvitelre.
A kéziműködtetésű pneumatikus pótkocsi fékrendszer és a kipufogógáz fék választható kiegészítő voltak.

### Vezetőfülke és egyéb berendezések

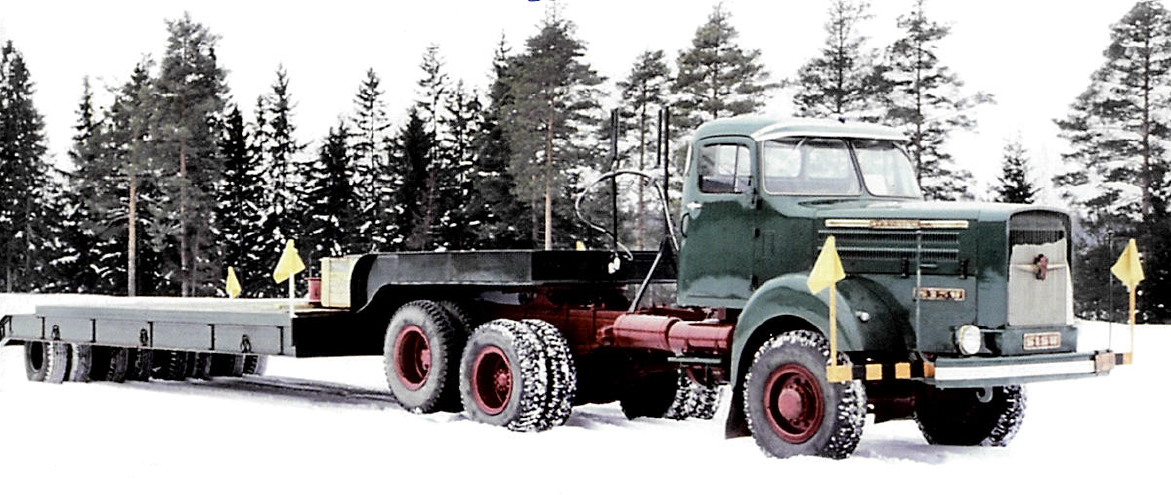
Jyry-Sisu K-44BP az úgynevezett trópusi radiátorral, egy jobb motor hűtése érdekében.

A szabványos vezetőfülkében a vezető és két utas számára volt ülés. Mint lehetőség, rendelkezésre állt a kiterjesztett fülke egy ággyal. A fülke felületei kárpitozott és szigetelt. A fűtési rendszer magában levegő fúvókák, különösen a szélvédő páramentesítésére. A műszerfal tartalmaz egy sebességmérő a kilométerszámlálóval, valamint egy árammérő, és mérők a víz hőmérsékletére, olajnyomásra, üzemanyag szintre és a légnyomás külön mind a fékezéskörökre. Van is egy külön riasztó fény, ami indít, hogy túl alacsony a légnyomás, vagy túl hosszú a fékműködtető löketje.
A légfékek működnek a motorhajtott kompresszorral, ami szintén adagol a hidraulikus fékkör szervót. A kompresszor rendszer tartalmaz továbbá egy szűrőt, egy 40 literes nyomását tartályt a vízelvezető szeleppel, fagyásgátló rendszert, valamint egy szelepet és egy tömlőt a gumi felfújásához.
A fordulatszámmérő és a tachográf opcionálisan voltak. A hidraulikus szervokormányrendszer opcionálisan kapható volt a féreg típusú kormányműre.
A 12-voltos elektromos rendszer tartalmaz két 135-Ah akkumulátor. A kézi működtetésű megszakító benne van a fülkében.
a 120-literes üzemanyagtartály a fülke alatt helyezkedik, a jármű bal oldalon. A 200-literes tartály opcionálisan rendelkezésre állt.
Szintén opcionálisan egy első csörlő a 8-10 tonna kapacitással, ami működik a reduktorból egy többcsuklós tengely és egy csigakerék át. A csörlő iránya megfordítható a reduktorból.

### Méretek és tömegek
Az össztömegék az alábbi táblázatban a kortárs finn jogszabályok megfelelnek, és nem feltétlenül ugyanazok vannak, mint a gyártó saját szerkezeti értékeket.
Az össztömeg nőtt még mindig 1967-ben, amikor a K−44 termelése már befejeződött. Bizonyos kijelölt célból, például a közúti építkezéseken, a maximális 21 500-kg össztömege lehet megengedett a nehéz Jyry K−44-nek a különleges engedéllyel.
| Alvázverzió per tengelytáv | 3600 mm + 1150 mm | 4000 mm + 1150 mm | 4150 mm + 1150 mm | 4500 mm + 1150 mm | 5400 mm + 1150 mm |
| Méretek                    | Méretek           | Méretek           | Méretek           | Méretek           | Méretek           |
| -------------------------- | ----------------- | ----------------- | ----------------- | ----------------- | ----------------- |
| Hossz (K−44SU/SV)          | 6760 mm           | 7160 mm           | —                 | 7660 mm           | —                 |
| Hossz (K−44ST)             | 7945 mm           | —                 | 8445 mm           | 8995 mm           | 10 495 mm         |
| Hossz (K−44SP/BP)          | 7945 mm           | —                 | 645 mm            | 8995 mm           | 10 495 mm         |
| Kontio tömege              |                   |                   |                   |                   |                   |
| Saját tömeg (K−44SU/SV)    | 5400 kg           | 5620 kg           | —                 | 5680 kg           | —                 |
| Össztömeg (K−44SU/SV)      | 13 600 kg         | 14 200 kg         | —                 | 14 200 kg         | —                 |
| Jyry tömege                |                   |                   |                   |                   |                   |
| Saját tömeg (K−44ST)       | 6200 kg           | —                 | 6175 kg           | 6175 kg           | 6200 kg           |
| Össztömeg (K−44ST)         | 14 000 kg         | —                 | 14 800 kg         | 14 800 kg         | 14 800 kg         |
| Saját tömeg (K−44SP/BP)    | 6440 kg           | —                 | 6400 kg           | 6650 kg           | 6750 kg           |
| Össztömeg (K−44SP/BP)      | 17 400 kg         | —                 | 16 000 kg         | 18 400 kg         | 18 400 kg         |

Az összetömege Sisu K−44SP egy kéttengelyes Sisu FA−22 vagy FA−32 pótkocsival adták 30 000 kg 1962-ben. A maximális hasznos teher volt majd akár 20 000 kg.